# Alfred Santell
Alfred Santell (connu aussi sous le pseudonyme Al Santell, né à San Francisco (États-Unis) le 14 septembre 1895 et mort à Salinas (Californie) le 19 juin 1981) est un réalisateur de films américain. Il a réalisé plus d'une soixantaine de films.

## Filmographie
- 1924 : Empty Hearts
- 1925 : Nuits parisiennes (Parisian Nights)
- 1926 : Les Surprises du métro (Subway Sadie)
- 1926 : Just Another Blonde
- 1926 : The Dancer of Paris
- 1927 : Son plus beau combat (The Patent Leather Kid)
- 1927 : The Gorilla
- 1927 : Orchids and Ermine
- 1928 : The Little Shepherd of Kingdom Come
- 1929 : Twin Beds (en)
- 1929 : Manuela (en) (Romance of the Rio Grande)
- 1929 : La Princesse et son taxi (This is Heaven)
- 1930 : Le Tigre de l'Arizona (The Arizona Kid)
- 1930 : Le Loup des mers (The Sea Wolf)
- 1931 : Body and Soul
- 1931 : Papa longues jambes (Daddy Long Legs)
- 1932 : Polly of the Circus
- 1933 : Son premier amour (The right to romance)
- 1934 : Le Calvaire de Flora Winters (The Life of Vergie Winters)
- 1935 : Une plume à son chapeau (A Feather in Her Hat)
- 1936 : Sous les ponts de New York (Winterset)
- 1937 : La Loi du milieu (Internes Can't Take Money)
- 1937 : Déjeuner pour deux (Breakfast for Two)
- 1938 : Noix-de-Coco Bar (Cocoanut Grove)
- 1938 : Vacances payées (Having a Wonderful Time)
- 1938 : The Arkansas Traveler
- 1939 : Our Leading Citizen
- 1941 : Aloma, princesse des îles (Aloma of the South Seas)
- 1942 : Mabok, l'éléphant du diable (Beyond the Blue Horizon)
- 1943 : La Vie aventureuse de Jack London (Jack London)
- 1944 : Le Singe velu (The Hairy Ape)
- 1945 : Mexicana (Beyond the Border)
- 1946 : Une fille perdue (That Brennan Girl)